# Melipona bradleyi
Melipona bradleyi är en biart som beskrevs av Schwarz 1932. Melipona bradleyi ingår i släktet Melipona och familjen långtungebin. Inga underarter finns listade i Catalogue of Life.